# Cliff Williams
Cliff Williams, född den 14 december 1949 i Romford i Havering, London, är en brittisk musiker som är basist i rockbandet AC/DC sedan 1977 (med ett kort uppehåll 2016–2018).
Williams föddes i nordöstra London, där han också först växte upp. Senare växte han upp i Hoylake nära Liverpool. Han kom in i bandet AC/DC efter att deras förre basist Mark Evans fått sparken 1977. Williams hade spelat bas i tolv år innan han blev medlem i AC/DC. Evans sjöng inte heller under refrängerna, utan det var trummisen Phil Rudd som gjorde det.

## Diskografi
AC/DC
- Powerage (1978)
- Highway to Hell (1979)
- Back in Black (1980)
- For Those About to Rock We Salute You (1981)
- Flick of the Switch (1983)
- Fly on the Wall (1985)
- Blow Up Your Video (1988)
- The Razors Edge (1990)
- Ballbreaker (1995)
- Stiff Upper Lip (2000)
- Black Ice (2008)
- Rock or Bust (2014)
- Power Up (2020)